# Poiretia compressa
Poiretia compressa ist eine in Griechenland und Albanien heimische räuberische Landschnecke aus der Familie der Spiraxidae, die zur Unterordnung der Landlungenschnecken (Stylommatophora) gehört.

## Merkmale
Das rechtsgewundene, spindelförmige, mit feinen Zuwachsstreifen versehene Gehäuse wird beim erwachsenen Tier etwa 2,5 bis 3,8 cm lang und erreicht einen Durchmesser von etwa 0,8 bis 1,2 cm, womit es schlanker als bei anderen Arten der Gattung ist. Die Gehäusemündung ist mit einer Breite von etwa 5 mm bis 7 mm relativ schmal. Die Spindel ist stets gerade. Die Oberfläche des Gehäuses ist weiß mit gelblicher Schattierung.

## Vorkommen und Verbreitung
Poiretia compressa ist in unterschiedlichsten Lebensräumen des Tieflands häufig zu finden, fehlt aber in höheren Lagen. So tritt sie auf Kefalonia nur bis 500 m Meereshöhe auf. Ihr natürliches Verbreitungsgebiet reicht von der nördlichen Peloponnes über das westliche Griechenland und die ionischen Inseln bis ins südliche Albanien.

## Ernährung
Poiretia compressa ernährt sich von anderen Gehäuseschnecken unterschiedlichster Arten. Je nach Beuteart ätzt sie mit einem sauren Sekret für diese Raubschneckengattung charakteristische Löcher in deren Gehäuse – so bei Landdeckelschnecken – oder gelangt über die Gehäusemündung an das Opfer.